# Джилкс, Мэттью
Мэ́ттью Джилкс (англ. Matthew Gilks; родился 4 июня 1982 года в Рочдейле, Англия) — шотландский футболист, вратарь и тренер.

## Клубная карьера

### «Рочдейл»
Родившийсь в Рочдейле, Джилкс в 13 лет был принят в футбольную школу местной команды. В марте 2000 года, Мэттью был переведён в первую команду, заменив в воротах Нила Эдвардса. После этого Джилкс стал основным вратарём команды. Он выступал за клуб до 24 лет, проведя в общей сложности 198 матчей во всех соревнованиях.

### «Норвич Сити»
1 июля 2007 года Джилкс подписал контракт с клубом из Чемпионшипа, «Норвич Сити», сроком на два года. Но несмотря на то, что Мэттью приходил на место основного вратаря, травма лодыжки, полученная в ноябре 2007 года на тренировке, вывела его из строя почти на год.

### «Блэкпул»
Так и не сыграв ни одного матча за «Норвич Сити», летом 2008 года Джилкс подписал контракт с «Блэкпулом». Его дебют пришёлся на матч Кубка английской лиги против «Маклсфилд Таун».
После не очень удачного дебюта, в первой команде, Джилкс перешёл в команду второй английской лиги «Шрусбери Таун», на правах месячной аренды. Первый матч за новую команду, против «Линкольн Сити», Мэттью отстоял на «ноль», 0:0. Отыграв четыре матча, Джилкс в декабре 2008 года возвращается в «Блэкпул».
Поначалу тренер «Блэкпула» Саймон Грейсон не доверял Джилксу место в основе. Но после того, как в декабре команду принял Тони Паркс, Мэттью получил свой шанс, выйдя на замену в матче против «Кристал Пэлас» и помог одержать победу.
В матче третьего раунда Кубка английской лиги против «Сток Сити», Джилкс отразил пенальти, но это не помогло его команде — поражение 3:4. Первый матч в Чемпионшипе в сезоне 2009/10, против «Плимут Аргайл», Мэттью отстоял на «ноль» — победа 2:0. Самоотверженная игра Джилкса в матче против «Суонси Сити» на стадионе «Либерти», позволила ему, вместе с товарищами по команде Стивеном Крейни и Марселем Шипом попасть в символическую сборную тура. 16 февраля 2010 года Мэттью снова провёл показывает замечательную игру, отразив пенальти в матче с «Мидлсбро». Его 200-й матч пришёлся на игру против «Ипсвич Таун», 6 марта 2010, в которой его команда победила, а сам Джилкс стал «Игроком матча». К тому же он снова попал в символическую сборную, отстояв на «ноль» четыре матча из пяти.
13 ноября 2010 в матче против «Вест Хэм Юнайтед», Мэттью получил травму колена, которая оставила его вне игры до конца года. Он вернулся на поле только в апреле 2011, в игре против «Уиган Атлетик», которую «Блэкпул» проиграл. Несмотря на вылет «Блэкпула» из Премьер-лиги по итогам сезона 2010/11, в июле Джилкс продлил контракт с клубом на два года.
30 марта 2012 года Джилкс вновь стал героем матча против лидера Чемпионшипа «Саутгемптона», Мэттью отразил пенальти в самом начале встречи, этот момент стал переломным в поединке и «приморцы» побеждают 3-0.

### «Бернли»
Летом 2014 года контракт Метта с «Блэкпулом» закончился и он на правах свободного агента присоединился к «Бернли». В новой команде он стал дублёром Тома Хитона. 26 августа в матче Кубка Англии против «Шеффилд Уэнсдей» Джилкс дебютировал за «Бернли».

## Карьера в сборной
22 августа 2010 года главный тренер Сборной Шотландии Крейг Левейн, вызывал Джилкса в главную команду страны на матчи против Литвы и Лихтенштейна, поскольку даже несмотря на то, что Мэтт родился в Англии, он имел право выступать за «тартановую армию», так как его бабушка была шотландкой.